# Рафаель Казанова
Рафаель Казанова (кат. rəfɛɫ ˌ kazənɔβə) (Мойя, 1660 — Сент-де-Льобрегат, 2 травня 1743) — каталонський юрист, прихильник Карла VI , імператора  Священної Римської імперії  як претендента на корону Іспанії під час війни за іспанську спадщину. Він став мером Барселони і головнокомандувачем Каталонії під час блокади Барселони, поки він не був поранений в бою, був командиром міліції Барселони на фронті Сан Петер в останній день облоги, 11 вересня 1714. Коли відновився від ран після війни, продовжив свою боротьбу проти абсолютизму як адвокат і стверджував, що він був автором книги Record de l'Aliança feta a Jordi Augusto de la Gran Bretanya (Спогади Альянсу для Георга I Великої Британії), в якій Каталонія відновлює для Англії виконання генуезьких угод.

## Життя
Народився в Мойя і жив там до 14 років. В даний час там його будинок-музей. Він був одним з одинадцяти дітей Рафаеля Казанови і Соло (1625—1682), власника села Мойя і Мері Камс Сорс († 1684). На момент його народження Казанова мали хороше фінансове становище, так як займалися землеробством на своїй землі, торгівлею зерна і мали контракти на поставку потужної текстильної промисловості. У сім'ї була давня традиція участі у громадських справах: його батько був мером.
Сім'я зберігає спадок своєму братові і спадкоємцеві, Франсиску Казанова. Молодий Рафаель емігрував до Барселони, де він вивчав право. У 1678 році він досяг звання доктора в галузі права. У 1682 році помер його батько, а в 1684 році — мати. Через три роки, в 1687 році, його старший брат Франциск був названий почесним громадянином Барселони; Мойї була дана честь, тобто, народ Мойі користувався тими ж пільгами, що жителі Барселони.
У 1696 році його кар'єра встановилася, він одружився зі спадкоємицею Марією Бош Берд, дочки Пабло і Марії Берд Бош . Сім'я Бош мала бакалійні магазини в Барселоні. Марія Бош був вдова лікаря Жозефа Камплонча і Пуч, який також мав сина на ім'я Жозеф. У шлюбі вона заявила, що Рафаель Казанова увійшов в будинок Бош таким чином, щоб не отримати у володіння активи Бош, а лише тимчасово керувати під час відсутності дітей, народжених від шлюбу, що означає жіноче спадщину. Таким чином Рафаель Казанова, молодший син, економічно зміцнив свої зростання позиції в Барселоні.
У 1697 році Марія Бош дала права на активи Рафаелю Казанова, які були доповнені в 1700 році Полом Бош, її батьком, даючи нові повноваження з управління активами сім'ї Бош.
29 грудня 1704 Марія Бош померла під час пологів. Два її новонароджені сини-близнюки Павло і Тереза померли через кілька днів.